# Portnahaven
Portnahaven (gälisch: Port na h-Abhainne) ist eine kleine Ortschaft auf der schottischen Hebrideninsel Islay. Sie befindet sich im Süden der Halbinsel Rhinns of Islay nahe dem Rhinns Point, welcher den südlichsten Punkt der Halbinsel markiert. Bowmore, der Hauptort der Insel, liegt etwa 15 km in nordöstlicher Richtung, der Fährhafen Port Ellen ist etwa 20 km westsüdwestlich gelegen. Die nächstgelegene Ortschaft ist das wenig hundert Meter entfernte Port Wemyss.
Die Ortschaft schmiegt sich um eine kleine Bucht. Ihr Hafen liegt geschützt durch die wenige hundert Meter entfernt liegenden Inseln Orsay und Eilean Mhic Coinnich. In Portnahaven endet die A847, die in Bridgend von der A846 abzweigt, und die Ortschaft an das Straßennetz anbindet.

## Geschichte
In den 1830er Jahren ließ Walter Frederick Campbell, der Laird von Islay, verschiedene Ortschaften auf der Insel errichten, im Wesentlichen, um Wohnraum für die im Zuge der Highland Clearances von ihren Ländereien vertriebene Bevölkerung zu schaffen. Neben Port Ellen, Port Charlotte und Port Wemyss gehörte auch Portnahaven zu den in dieser Zeit auf Islay entstandenen Plansiedlungen. Berichten zufolge befand sich zuvor an diesem Ort eine Siedlung aus ärmlichen Fischerhütten. Bei der Volkszählung im Jahre 1871 lebten 411 Personen in Portnahaven. Zehn Jahre später hatte sich die Zahl schon auf 361 reduziert. Nach einer Zahl von nur noch 106 Bewohnern im Jahre 1961 stieg die Einwohnerzahl schließlich auf 150 bei der Volkszählung 1991.
Portnahaven lag zunächst im Parish Kilchoman und war mit der Portnahaven Church Standort der Nebenkirche des Parishs nach der 1827 fertiggestellten Kilchoman Church. Sie wurde errichtet, um der Bevölkerung im Süden der Rhinns of Islay eine nahegelegene Kirche zu bieten. 1849 wurde der Parish Kilchoman aufgespalten und ein eigenständiger Parish Portnahaven mit der Portnahaven Church als Hauptkirche eingerichtet. 1962 wurde der Parish wieder mit Kilchoman und schließlich im Jahre 2006 auch mit Kilmeny zusammengelegt.
Nördlich des Ortes liegt der Steinkreis von Cultoon.